# Szalatnak megállóhely

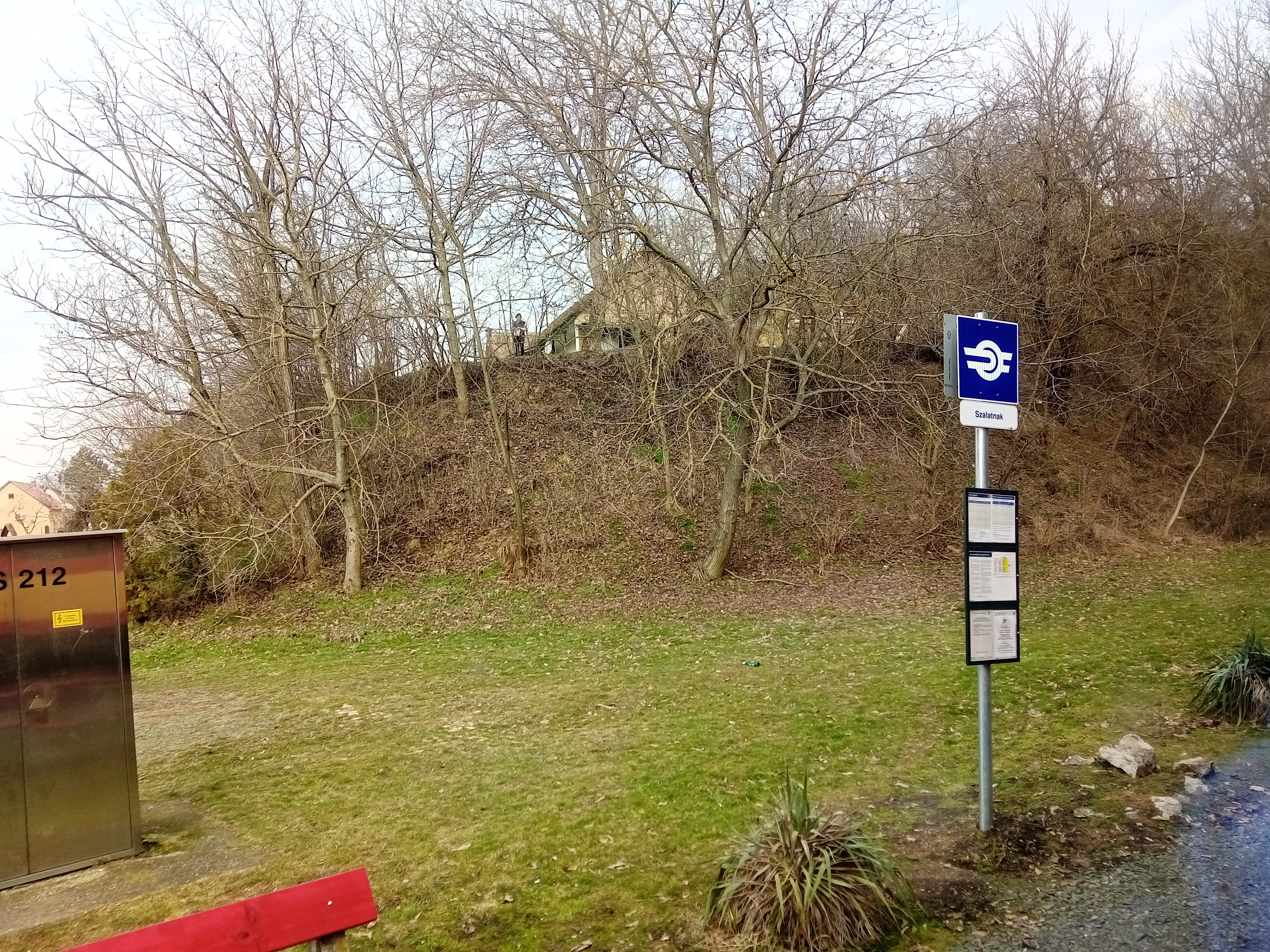
A megállóhely táblája

Szalatnak megállóhely egy Baranya vármegyei vasúti megállóhely Szalatnak községben, a MÁV üzemeltetésében.
A lakott terület déli szélén helyezkedik el; közúti elérését a 6541-es útból Kárász központjában kiágazó és Szalatnakon át Köblényig vezető 65 181-es számú mellékút biztosítja.

## Vasútvonalak
A megállóhelyet az alábbi vasútvonalak érintik:
- Dombóvár–Bátaszék-vasútvonal

## Kapcsolódó állomások
A megállóhelyhez az alábbi állomások vannak a legközelebb:
- Mágocs-Alsómocsolád vasútállomás (Dombóvár–Bátaszék-vasútvonal)
- Szászvár megállóhely (Dombóvár–Bátaszék-vasútvonal)

## Forgalom
| Járat        | Útvonal | Gyakoriság   |
| ------------ | --- | ------------ |
| személyvonat | Dombóvár – Csikóstőttős – Mágocs-Alsómocsolád – Szalatnak – Szászvár – Máza-Szászvár – Váralja – Nagymányok – Hidas-Bonyhád – Cikó – Mőcsény – Mórágy – Bátaszék – Alsónyék – Pörböly – Baja-Dunafürdő – Baja | Napi 5-6 pár |